# 매스 콘크리트
매스 콘크리트(mass concrete)는 부재 혹은 구조물의 치수가 커서 시멘트의 수화열에 의한 온도 상승 및 강하를 고려하여 설계, 시공해야 하는 콘크리트이다. 매스 콘크리트에 대한 적절한 검토 및 대책수립 없이 구조물을 설계 또는 시공할 경우 시멘트 수화반응으로 인한 수화열이 과도한 온도 상승을 유발하여 구조물에 수화열로 인한 온도균열을 유발 할 수 있다.

## 적용범위
- 매스 콘크리트로 다루어야 하는 구조물의 부재치수는 일반적인 표준으로서 넓이가 넓은 평판구조의 경우 두께 0.8m이상, 하단이 구속된 벽조의 경우 두께 0.5m이상으로 한다. 그러나 프리스트레스트 콘크리트 구조물 등 부배합의 콘크리트가 쓰이는 경우에는 더 얇은 부재라도 구속조건을 검토하여 매스 콘크리트로 적용이 가능하다.